# Lasiodora parahybana
Espèce
Lasiodora parahybana est une espèce d'araignées mygalomorphes de la famille des Theraphosidae.
Son nom français est mygale saumonée.

## Distribution
Cette espèce est endémique du Paraíba au Brésil. Elle se rencontre a Campina Grande.

## Alimentation
Cette mygale se nourrit d'insectes, de petits mammifères et même de reptiles.

## Description

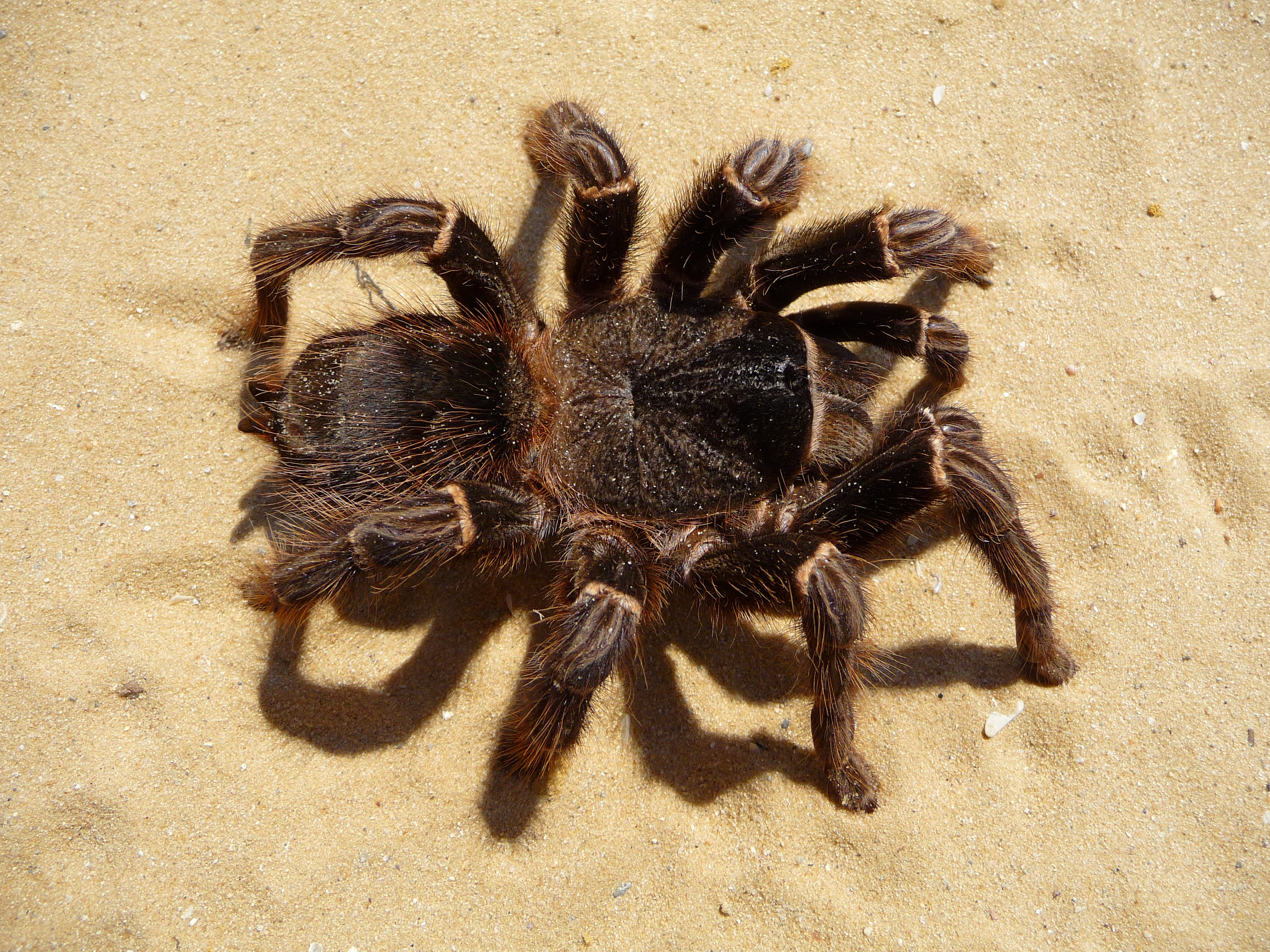
Lasiodora parahybana

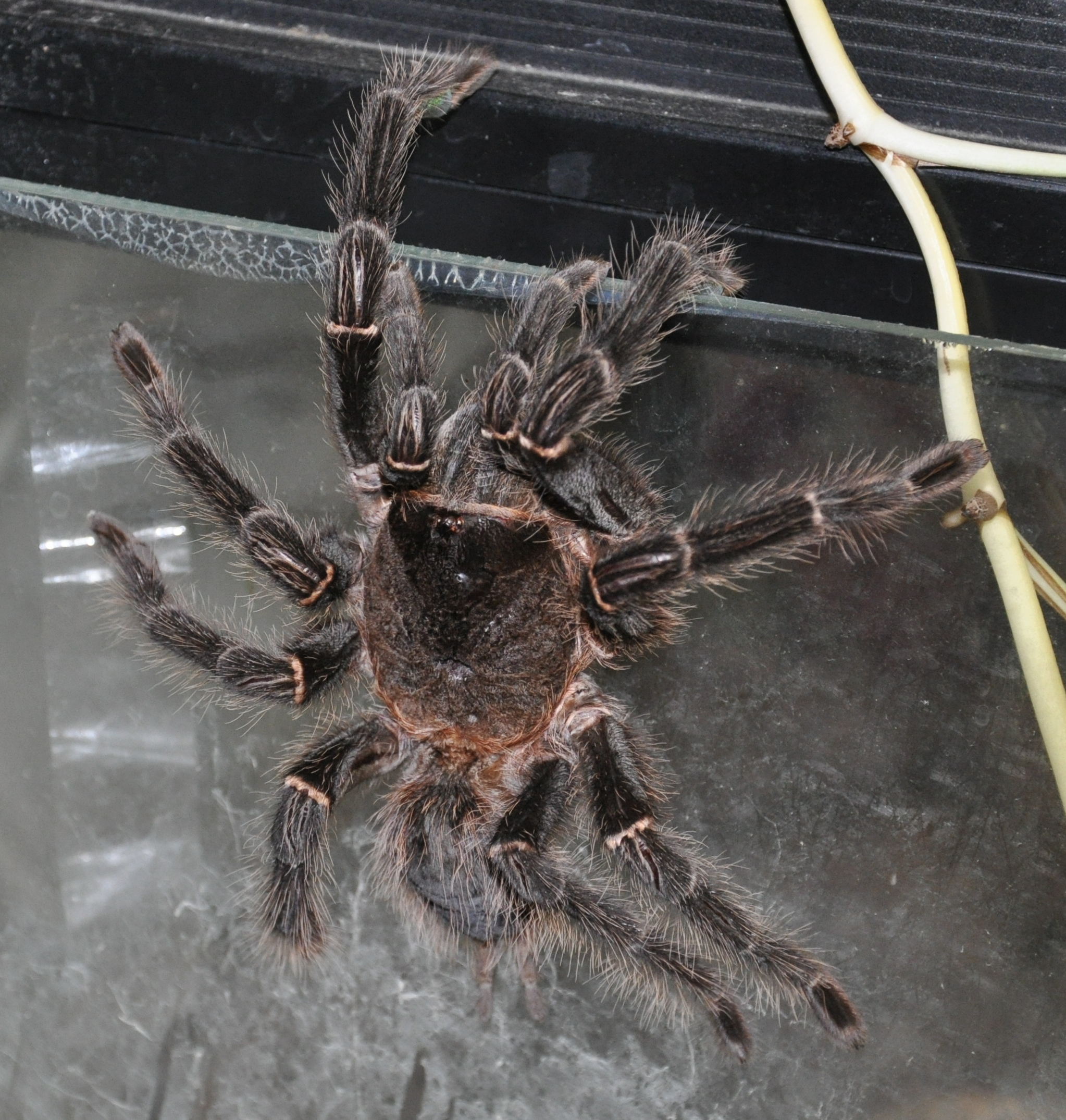
Lasiodora parahybana

Cette mygale est noire avec des poils rosés.
C'est la troisième plus grosse mygale au monde (après Theraphosa blondi et Theraphosa stirmi) elle peut atteindre 25 cm d'envergure.
Les femelles peuvent peser plus de 100 grammes.

## Élevage en captivité
Cette espèce se rencontre en terrariophilie.

## Publication originale
- Mello-Leitão, 1917 : Notas arachnologicas. 5, Especies novas ou pouco conhecidas do Brasil. Broteria, vol. 15, p. 74-102.